# Håkan Sandell
Anders Håkan Sandell, född 16 februari 1962 i Västra Skrävlinge, Skåne, är en svensk poet. Han etablerade sig på 1980-talet och ingick i den litterära grupperingen Malmöligan. År 1995 gav han ut stridsskriften Om retrogardism, där han tog ställning för de estetiska ideal han kallar retrogardism.

## Liv och gärning
Sandell debuterade som poet 1981. I Malmö var han i brytningen mellan 80- och 90-tal en av medlemmarna i Malmöligan, en litterär gruppering bestående av, förutom Sandell, Clemens Altgård, Per Linde, Kristian Lundberg, Lukas Moodysson och Martti Soutkari. Vid gruppens splittring följde flytt till Danmark och Irland. Sandell kom att verka med idéer som går under flaggen retrogardism. En stridsskrift trycktes 1995 tillsammans med Altgård, Om retrogardism, där Sandell bidrog med essän "Vid den blåa blixten, vid den gröna lind".
Under 00-talet höll han i det internationella poesiprogrammet på Senter for Frie Kunster i Oslo och fungerat som talesman för det nya figurativa traditionsinspirerade måleriet i Norge. Han var fast medarbetare i den uttalat retrogardistiska tidskriften Aorta under åren 1997-2011 (och 2020). Ett 900-sidigt urval av hans poesi utkom 2020.